# Solaris (powieść)

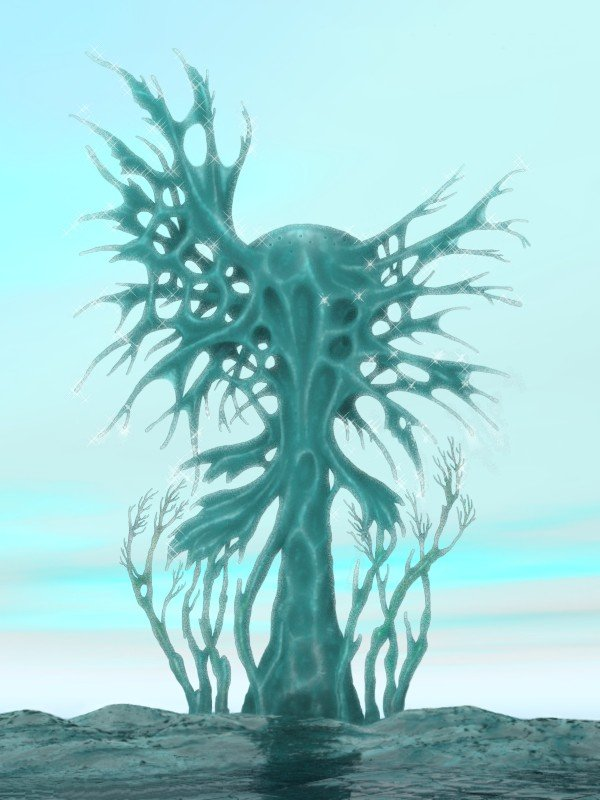
Artystyczna wizja asymetriady z powieści Solaris

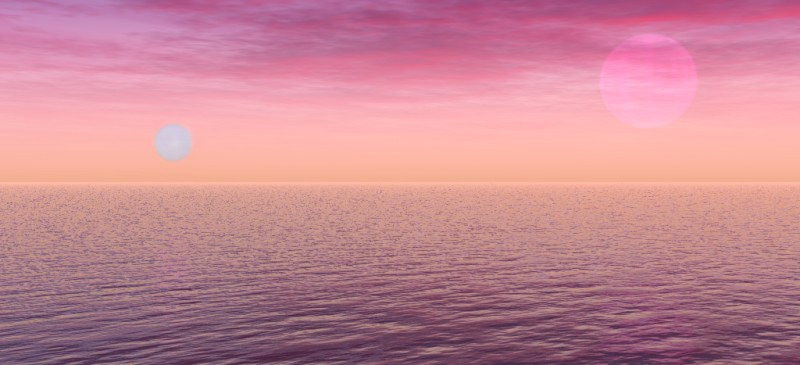
Czerwone i niebieskie słońce nad powierzchnią Solaris

Solaris (łac. słoneczny) – najbardziej znana powieść Stanisława Lema, przetłumaczona na ponad 40 języków, zaliczana do klasyki fantastyki naukowej. Wydana po raz pierwszy w 1961 r. przez Wydawnictwo Ministerstwa Obrony Narodowej. Dzieło jest relacją z nieudanego kontaktu ludzkości z obcą formą inteligencji.

## Opis fabuły
Główny bohater – psycholog Kris Kelvin – przybywa z Ziemi na stację badawczą unoszącą się nad cytoplazmatycznym oceanem pokrywającym planetę Solaris. Ocean ten wydaje się być pewną formą inteligencji, o zdumiewających możliwościach interwencji w chaotyczny ruch orbitalny planety wewnątrz układu podwójnej gwiazdy. Ludzie od wielu lat nie potrafią zrozumieć tajemniczej natury oceanu; wszelkie próby porozumienia zawodzą. Naukowcy przebywający w momencie przylotu Kelvina na stacji badawczej (Snaut i Sartorius) zachowują się w nienaturalny sposób, ich stan psychiczny przypomina lekki obłęd. Szef tamtejszej placówki – Gibarian – popełnił samobójstwo parę godzin przed przybyciem psychologa. Wkrótce pojawia się tam w niewyjaśnionych okolicznościach była dziewczyna Kelvina, Harey, która niegdyś popełniła samobójstwo, za co główny bohater czuje się odpowiedzialny. Podejmuje on drastyczne próby uwolnienia się od nieproszonego „gościa”, istota jednak powraca. Podobnych wizyt „gości” doświadczają też inni naukowcy, co właśnie jest przyczyną ich dziwnego zachowania. Pomimo iż Kelvin wie, że istota przypominająca zmarłą wcześniej kobietę tak naprawdę nią nie jest, z biegiem czasu zaczyna ją akceptować i kochać.
Okazuje się, że ocean materializuje wspomnienia badaczy w postaci neutrinowych, niezniszczalnych tworów. Obecność tych fantomów, wydobytych z podświadomych zakamarków pamięci, okazuje się być dla ludzi trudną do zniesienia udręką psychiczną. Bohaterowie rozważają, czy jest to forma eksperymentu przeprowadzana przez ocean na badaczach, czy działanie nie do końca świadome, czy nietypowa próba kontaktu – odpowiedź na wcześniejsze naświetlanie oceanu twardym promieniowaniem rentgenowskim. Uczeni decydują się na następną próbę kontaktu: przesyłają w głąb oceanu encefalogram Kelvina w celu przekazania domniemanemu odbiorcy swoich stanów psychicznych. Na pewnym etapie problemy znikają, a już istniejące neutrinowe osoby udaje się zniszczyć, przy czym Harey, już wiedząc o swoim pochodzeniu, świadomie zgadza się na śmierć, ukrywając przed Kelvinem zorganizowanie tego zabójstwa.
Duża część książki jest poświęcona historii wcześniejszych badań oceanu, z którą bohater zaznajamia się przeglądając zbiory biblioteki umieszczonej na stacji. Z tych badań wyodrębniła się nawet osobna gałąź wiedzy – solarystyka. Z informacji o dziełach poświęconych solarystyce czytelnik poznaje opisy różnorodnych zjawisk występujących na oceanie (np. mimoidy, symetriady) oraz próby naukowego wyjaśnienia natury dziwnej substancji.
Powieść jest najsłynniejszym utworem Lema, tak w kraju, jak i za granicą. Od niej rozpoczął się jego światowy rozgłos. Autorowi udało się stworzyć najbardziej oryginalną wizję Obcego w historii literatury s-f. Solaris porusza problemy niemożności zrozumienia Wszechświata, bezsilności nauki wobec innej formy istnienia oraz bezradności człowieka, który nie może uwolnić się w kosmosie od balastu ziemskich wspomnień i wyrzutów sumienia.

### Żywy ocean
Według samego Lema żywy ocean powinien wyglądać jak lampa lava.

## Adaptacje

### Ekranizacje
- 1968: Solaris (ZSRR), reż. Boris Nirenburg
- 1972: Solaris (ZSRR), reż. Andriej Tarkowski
- 2002: Solaris (USA), reż. Steven Soderbergh

### Słuchowiska radiowe
- 1970: Polskie Radio
- 2007: BBC (anglojęzyczne)[4]

### Opera
- 2024: Solaris, reż. Waldemar Raźniak[5].

### Książka mówiona
Jako książka mówiona powieść została wydana przez Polskie Radio w 2010 r. Książka jest czytana przez Piotra Fronczewskiego. W 2011 r. ukazała się natomiast wydana przez wydawnictwo „Andromeda” wersja czytana przez Jerzego Trelę. Powstała również superprodukcja wyprodukowana przez „Audiotekę”. W utworze występują Robert Więckiewicz, Magdalena Cielecka, Adam Woronowicz i inni.
Anglojęzyczna książka mówiona Solaris, czytana przez Alessandro Julianiego według tłumaczenia Billa Johnstona, wydana została w 2011 r.

## Tłumaczenia
Oprócz ponad 20 wydań w języku polskim powieść została przetłumaczona na języki: albański, angielski, arabski, armeński, azerski, białoruski, bułgarski, chorwacki, czeski, duński, esperanto, estoński, fiński, francuski, grecki, gruziński, hebrajski, hiszpański, holenderski, japoński, kataloński, koreański, litewski, łotewski, macedoński, mołdawski, niemiecki, norweski, perski, portugalski, rosyjski, rumuński, serbski, serbsko-chorwacki, słowacki, słoweński, szwedzki, turecki, ukraiński, węgierski, wietnamski i włoski.

## Odbiór
Andrzej Niewiadowski ocenia, że Solaris jest „najdojrzalszą” powojenną polską powieścią s-f. Krytyk przypomina o wskazywanych wpływach egzystencjalizmu (Jean-Paul Sartre, Albert Camus) na powieść. Odnajduje także analogie z problematyką moralną poruszaną w książkach polskich pisarzy: Konwickiego, Brezy, Mrożka, Andrzejewskiego oraz nagradzanej powieści Arthura C. Clarke’a Spotkanie z Ramą. Niewiadowski pisze, że utwór „skupia wiodące motywy pisarstwa Lema: znikomość ludzkich dążeń i działań wobec przerażającego ogromu Kosmosu, heroiczną walkę z oporną materią, narastanie zagrożeń pochodzących zarówno z przełamywania praw przyrody jak i zawodności, ułomności ludzkiej natury”. Analizuje także fenomen popularności utworu, pisząc że zawdzięcza to dwóm czynnikom: swej wieloznaczności, głębokiej alegoryczności, dzięki czemu czytelnicy pochodzący z różnych kultur, epok i środowisk rozmaicie go interpretują, a po drugie połączeniu uniwersalnych problemów ontologicznych i epistemologicznych z problemami jednostki, ukazanymi „w subtelnym wymiarze burzliwej miłości bohaterów”.
Również Antoni Smuszkiewicz ocenia powieść jako „najciekawsze zjawisko w całej powojennej fantastyce naukowej”. Z kolei Jan Błoński docenia utwór, pisząc że w powieści „sytuacja zaczerpnięta z science fiction zostaje podniesiona do rangi modelu psychologicznego”, a dzieło „przekracza granicę, dzielącą science-fiction od powieści literackiej”.
Istvan Csicsery-Ronay uważał, że Solaris jest repliką powieści Zamek Franza Kafki. Pisał również, że zakończenie tej powieści jest niejasne.
Sam autor w rozmowie ze Stanisławem Beresiem ocenił powieść jako „zupełnie przyzwoitą”, w której „udało mu się powiedzieć to, co zamierzał”.
Książka stanowiła inspirację dla gry „Dead Space” wydanej w 2008 r. przez Electronic Arts.
W 2024 książka została dodana do listy polskich lektur szkolnych jako lektura uzupełniająca w liceach i technikach.